# Emmelie Prophète
Pour les articles homonymes, voir Prophète (homonymie).
Emmelie Prophète-Milcé, née le 15 juin 1971 à Port-au-Prince, est une écrivaine et journaliste haïtienne.
Elle a été nommée ministre de la Culture et de la Communication d'Haïti le 17 janvier 2022 puis ministre par intérim de la Justice dans le gouvernement Ariel Henry.

## Biographie
Emmelie Prophète-Milcé a fait des études de lettres modernes et de droit puis de communication aux États-Unis à la Jackson State University. Elle est aussi formée en Financement et Économie de la Culture à l’université Paris-Dauphine. Elle a été enseignante et a animé pendant huit ans une émission de jazz à Radio-Haïti. Elle collabore au journal haïtien Le Nouvelliste depuis 2011.

### Famille
Emmelie Prophète est mariée à l'écrivain et journaliste haïtien Jean-Euphèle Milcé, et elle est la mère de deux filles.

### En littérature
Elle est surtout connue comme écrivaine. Poétesse et romancière, l'essentiel de son œuvre est publié chez Mémoire d'encrier. Son dernier roman Les Villages de Dieu connaît un grand succès, salué par l'académicien Dany Laferrière. En 2012, elle a créé, avec Jean Euphèle Milcé, son époux  le centre PEN Haiti. Elle a été également Directrice exécutive du Festival Étonnants voyageurs Haïti. Elle collabore à diverses revues, telles Chemins Critiques, Boutures, Casa de las Americas, Cultura, La Nouvelle Revue Française et la revue franco-haitienne Conjonction. Elle s’est rendue à l’Académie française pour recevoir en 2021, sa médaille de « lauréate du prix du rayonnement de la langue et de la littérature françaises ». Après avoir participé au Congrès mondial des écrivains de langue française de Tunis. En septembre 2021, elle a participé à l'émission Le monde en français sur TV5 monde où elle a penché sur le chaos qui règne à Port au Prince.

### En politique
Elle a été à la tête de la Direction nationale du livre d'Haïti de 2006 à 2011 et diplomate comme attachée culturelle d'ambassade à Haïti puis à Genève. En avril 2014 directrice de la Bibliothèque Nationale d’Haïti. Elle dirige le Bureau haïtien du droit d'auteur.
Elle est installée comme nouvelle titulaire du ministère de la Culture et de la Communication (MCC) par le Premier ministre Ariel Henry, lequel a présidé, le 17 janvier 2022, une cérémonie d’installation qui s’est tenue dans les locaux du ministère,. En novembre 2022, Prophète est nommée ministre de la Justice et de la Sécurité publique du gouvernement d’Ariel Henry. Lors d’une interview radiophonique, elle a avoué l’impuissance de l’Etat haïtien face aux gangs qui contrôlent la capitale haïtienne depuis l’assassinat de l'ex- président haïtien Jovenel Moïse en juillet 2021. Elle a déclaré notamment que les quartiers occupés par ces gangs étaient des « territoires perdus ».

## Œuvres

### Romans
- 2007 : Le Testament des solitudes, Mémoire d'encrier
- 2010 : Le Reste du temps, Mémoire d'encrier
- 2012 : Impasse Dignité, Mémoire d'encrier
- 2015 : Le bout du monde est une fenêtre, Mémoire d'encrier
- 2018 : Un ailleurs à soi, Mémoire d'encrier
- 2020 : Les Villages de Dieu, Mémoire d'encrier

### Poèmes
- 2000 : Des marges à remplir, Mémoire d'encrier
- 2004 : Sur parure d'ombre, Comme la dernière parole et On rêve tous de trottoirs, Mémoire d'encrier
- 2006 : Comme soir de dernière promesse

### Nouvelles
- 2018 : Sol et si, C3 Éditions

## Distinctions
- 2009 : lauréate du Prix littéraire des Caraïbes de l’ADELF, ex æquo, pour Le Testament des solitudes[17].
- 2017 : Le Désir est un Visiteur Silencieux est à l'honneur au Marathon du Livre.
- 2018 : invitée d’honneur à Livres en folie, Haïti[18].
- 2021 : lauréate du Prix littéraire FETKANN Maryse Condé pour Les Villages de Dieu[19].
- 2021 : lauréate du Prix du Rayonnement de la langue et de la littérature françaises de l’Académie française[20].
- 2021 : Les Villages de Dieu a été à l'honneur au Marathon du Livre[21].
- 2022 : lauréate du Prix Carbet des Lycéens pour Les Villages de Dieu [22].